# JNR ED60 sorozat
Az JNR ED60 sorozat egy japán Bo-Bo tengelyelrendezésű 1500 V DC áramrendszerű villamosmozdony-sorozat volt. 1958 és 1960 között gyártotta a Kawasaki, a Tōyō + Kisha Seizō és a Mitsubishi. A JNR üzemeltette, majd 1984 és 1986 között selejtezték a sorozatot. Összesen nyolc db készült belőle.

## Gyártási adatok
| Pályaszám | Gyártó       | Gyártásban      | Selejtezve    |
| --------- | ------------ | --------------- | ------------- |
| ED60 1    | Mitsubishi   | 1958 augusztus  | 1985 január   |
| ED60 2    | Kawasaki     | 1958 augusztus  | 1984 december |
| ED60 3    | Tōyō + Kisha | 1958 szeptember | 1984 december |
| ED60 4    | Tōyō + Kisha | 1959 november   | 1986 március  |
| ED60 5    | Tōyō + Kisha | 1959 december   | 1986 február  |
| ED60 6    | Kawasaki     | 1959 október    | 1986 február  |
| ED60 7    | Kawasaki     | 1959 november   | 1986 március  |
| ED60 8    | Kawasaki     | 1960 március    | 1986 március  |